# Leonard T. Schroeder
Leonard T. Schroeder (ur. 16 lipca 1918 w Linthicum w stanie Maryland, zm. 26 maja 2009 w Largo na Florydzie) – amerykański wojskowy. Jako dowódca kompanii F 2. batalionu 8 Pułku Piechoty 4 Dywizji Piechoty był pierwszym alianckim żołnierzem, który zszedł na brzeg podczas lądowania w Normandii 6 czerwca 1944 roku.

## Wczesne lata
Urodził się 16 lipca 1918 roku na przedmieściach Baltimore w Linthicum Heights w stanie Maryland. Chociaż w dzieciństwie znęcali się nad nim rówieśnicy, stał się wybitnym sportowcem w szkole średniej, którą ukończył w 1937 roku w pobliskiej Glen Burnie High School, gdzie grał w piłkę nożną i baseball. Gdy był kapitanem drużyny piłkarskiej swojej szkoły w 1936 roku, drużyna pod jego komendą zdobyła mistrzostwo stanu Maryland. Następnie studiował na Uniwersytecie Marylandu w College Park w ramach stypendium sportowego. Tam został zapisany do Korpusu Szkoleniowego Oficerów Rezerwy. W czerwcu 1941 roku ukończył studia i w wieku 22 lat otrzymał stopień podporucznika armii amerykańskiej. W grudniu 1941 roku ożenił się z Margaret Nicholson, którą poznał jeszcze w szkole średniej. W następnym roku na świat przyszło pierwsze dziecko pary, syn. Później mieli jeszcze dwójkę dzieci (córkę i kolejnego syna).

## Kariera wojskowa
Przydzielony do 4 Dywizji Piechoty, Schroeder stacjonował w Camp Gordon niedaleko Augusty w stanie Georgia do września 1943 roku, kiedy jego dywizja rozpoczęła szkolenie na Florydzie w zakresie działań desantowych przy użyciu różnych jednostek desantowych. W styczniu 1944 roku dywizja opuściła Stany Zjednoczone i przybyła na południe Anglii, gdzie kontynuowała ćwiczenia desantu morskiego w ramach przygotowań do lądowania w Normandii.

### D-Day
W D-Day, 6 czerwca 1944 roku, Schroeder był 25-letnim kapitanem dowodzącym 219 żołnierzami kompanii F 2. batalionu 8 Pułku Piechoty 4 Dywizji Piechoty. W ramach inwazji 8 Pułk otrzymał rozkaz wylądowania jako pierwszy na plaży Utah. Tuż przed D-Day generał brygady Theodore Roosevelt Jr. odwiedził chorego Schroedera w brytyjskim szpitalu, wzywając go, aby ten szybko wyzdrowiał, tak aby mógł zabrać go swoją łodzią na plażę. Roosevelt powiedział też, że przekazuje młodemu kapitanowi swój pseudonim. „Moose, musisz stąd wyjść, bo płynę na twojej łodzi. Chcę, żebyś zabrał mnie na plażę swoją łodzią, kiedy będziesz kierować się na brzeg”.

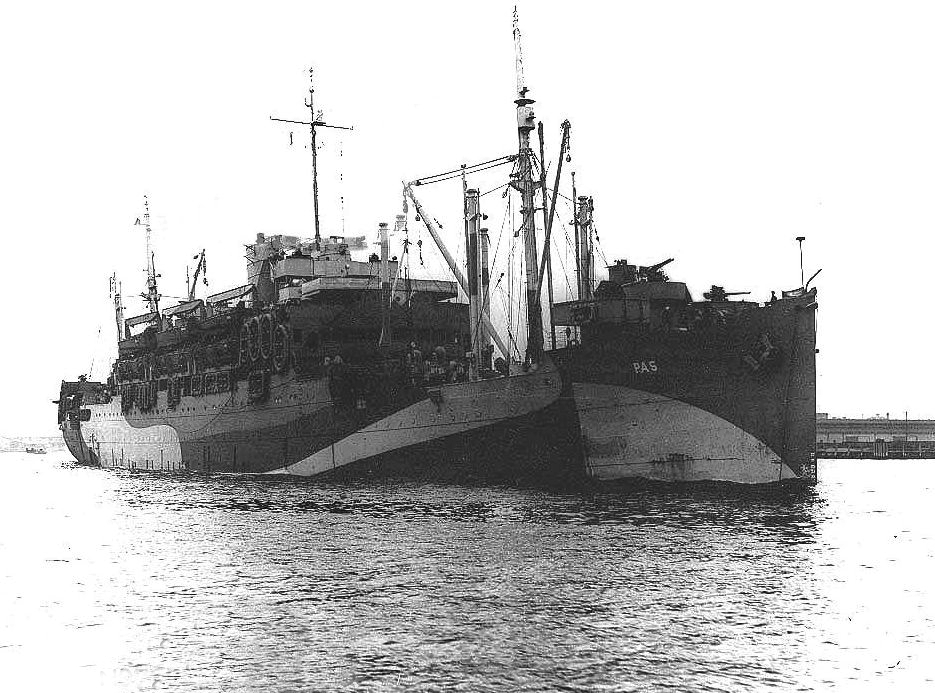
USS „Barnett”, sześć miesięcy po D-Day

Gdy w nocy z 5 na 6 czerwca żołnierze płynęli z Anglii do Francji na pokładzie USS „Barnett” po wzburzonym kanale La Manche, słuchali przez radio przemówienia Naczelnego Dowódcy Sił Sojuszniczych, generała Dwighta D. Eisenhowera: „Razem odniesiemy zwycięstwo”. Następnie dowódcy kompanii zostali wezwani przez dowódcę 2. batalionu, podpułkownika Carltona MacNeely'ego, do kwatery generała brygady Roosevelta na ostatnią odprawę przed inwazją. Schroeder opowiadał później, że kiedy spotkanie zakończyło się około północy, żołnierze „życzyli sobie nawzajem wszystkiego najlepszego i uścisnęli sobie dłonie”, a MacNeely czule objął Schroedera ramieniem. „No cóż, Moose, nadszedł ten moment. Zrób im piekło!”. Schroeder wspominał, że oboje „zadławili się ze śmiechu”, a on odpowiedział: „No cóż, pułkowniku, do zobaczenia na plaży!”. 6 czerwca o 2:30 w nocy kompania Schroedera opuściła „Barnetta”, aby wejść na pokład łodzi desantowej LCVP. Przed przejściem na nową jednostkę Schroeder napisał list do swojej żony: „Napisałem jej, gdzie jestem, co zamierzam zrobić i jak bardzo ją kocham”.
O 6:28, dwie minuty przed godziną H, jednostka Schroedera znalazła się w pierwszej fali 20 LCVP, które miały wysadzić desant na plaży Utah. Łódź Schroedera, dowodzona przez porucznika marynarki Abrahama Condiottiego z Brooklynu w stanie Nowy Jork, jako pierwsza dotarła w okolice plaży. Na łodzi było 32 ludzi, w tym generał brygady Roosevelt. W 2008 roku w wywiadzie telewizyjnym Schroeder wspomniał, że „80 procent ludzi na łodzi było chorych” na chorobę morską, a gdy jego łódź desantowa zbliżała się do brzegu, siły alianckie nadal ostrzeliwały wyznaczone miejsce lądowania kompanii F. na plaży Utah. „Zrzucali te wszystkie bomby w miejscu, do którego wchodziliśmy” i jego kompania musiała opuścić pokład, „nie dając się zbombardować przez naszych własnych ludzi”. Schroeder wspominał po latach, że amerykańskie wsparcie powietrzne „było trochę spóźnione, a my wyprzedziliśmy czas naszego wejścia”.

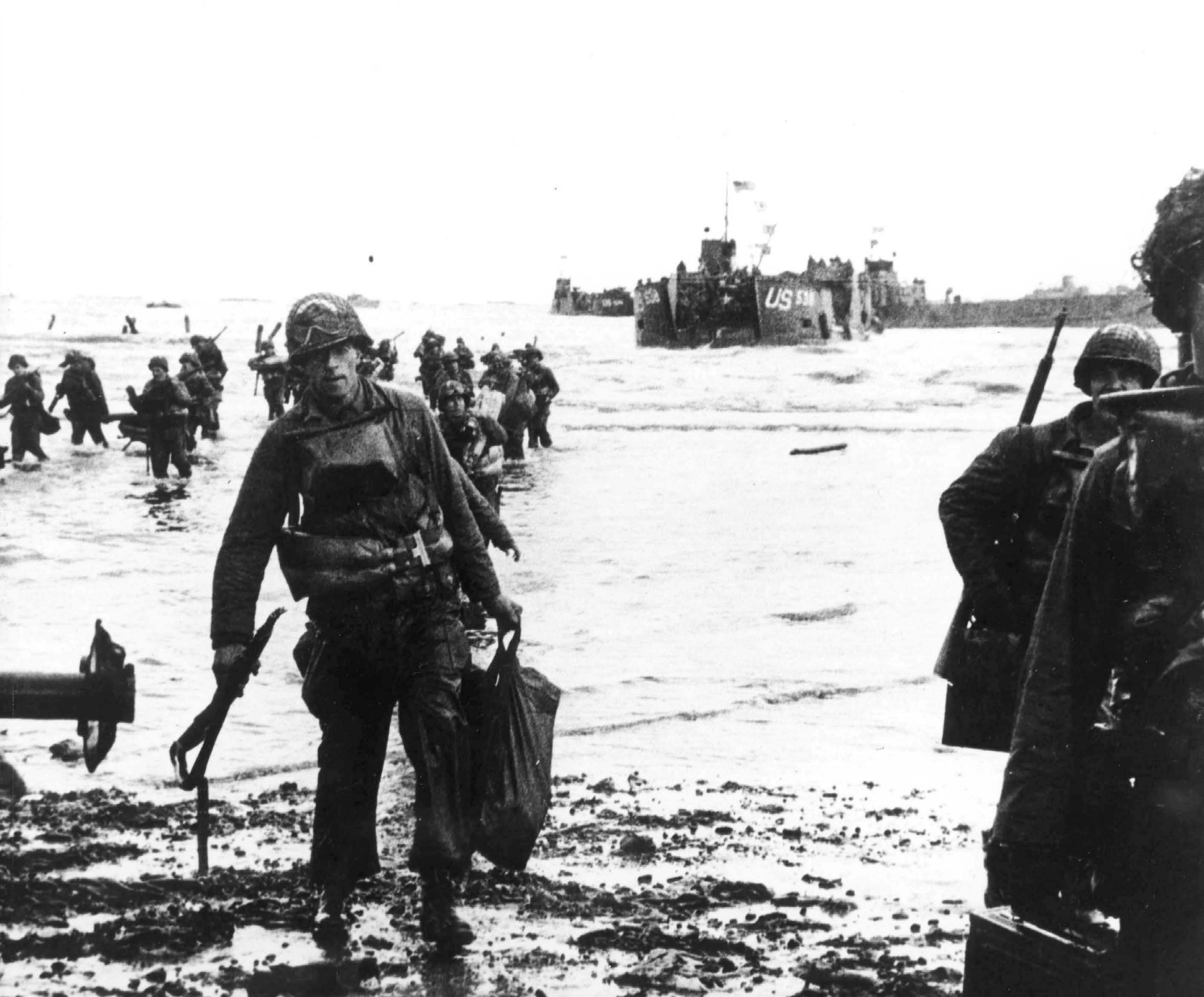
Amerykańscy żołnierze schodzą na brzeg na plaży Utah w D-Day

Niosąc karabinek na lewym ramieniu, a jednocześnie trzymając pistolet kalibru .45 nad wodą sięgającą do pasa, Schroeder przeszedł ostatnie 91 metrów dzielących go od łodzi desantowej do plaży, próbując przebyć pozostały dystans tak szybko, jak to możliwe, ze względu na ogień wroga. Lądujący żołnierze napotkali ogień karabinów maszynowych z niemieckich bunkrów, ostrzał artyleryjski, miny podwodne, drut kolczasty i okopy. Zadaniem kompanii Schroedera było przełamanie ufortyfikowanego falochronu wroga, a następnie wyzwolenie wioski położonej ok. 8 km w głąb lądu. Połowa jego ludzi została ranna lub zginęła, a sam Schroeder został dwukrotnie postrzelony w lewe ramię.
Był hospitalizowany w Anglii, a później w Karolinie Południowej i prawie amputowano mu ramię z powodu odniesionych ran. Zapytany później, czy wiedział, że będzie pierwszym żołnierzem na plaży, powiedział: „Wiedziałem, że moja kompania jest w pierwszej fali, ale nie wiedziałem, że tak naprawdę dostanę się jako pierwszy na brzeg. Poza tym byłem zbyt przerażony, żeby o tym myśleć”. Następnie w notatce prasowej Pentagonu okrzyknięto go „pierwszym żołnierzem, który najechał Europę”. „The Baltimore Sun” napisał później o Schroederze: „Kiedy jego but dotknął francuskiej ziemi, był to wspaniały moment w historii”. Podczas II wojny światowej Schroeder zdobył Srebrną Gwiazdę, Brązową Gwiazdę i Purpurowe Serce, a także wiele innych odznaczeń.

### Powojenna służba
Po II wojnie światowej Schroeder pozostał w armii jako oficer zawodowy, pełniąc czynną służbę w sumie przez 30 lat. Pod koniec lat czterdziestych mieszkał wraz z rodziną w Japonii, gdzie w stopniu majora wchodził w skład sił okupacyjnych. Po wybuchu wojny koreańskiej w 1950 roku był oficerem operacji lotniczych, koordynującym wsparcie powietrzne dla sił lądowych i planującym ataki bombowe. Po zakończeniu wojny w Korei w 1953 roku brał udział w analizie taktyk bojowych z czasów II wojny światowej, prowadzonej przez British Staff College. Jednym z jego kolegów był izraelski dowódca wojskowy i przyszły premier Izraela Icchak Rabin. Później Schroeder służył krótko podczas wojny w Wietnamie. W latach pięćdziesiątych i sześćdziesiątych często wyjeżdżał w delegacje zagraniczne, w tym do Anglii, Grecji i Turcji. W USA stacjonował w Fort Knox w Kentucky i Fort Meade w stanie Maryland (bardzo blisko jego rodzinnego Linthicum Heights).

## Późniejsze lata i śmierć
Po przejściu na emeryturę w stopniu pułkownika w 1971 roku Schroeder i jego żona Margaret przenieśli się do Largo na Florydzie. W 50. rocznicę D-Day w czerwcu 1994 roku uroczyście powitano go w Normandii, a we francuskiej audycji telewizyjnej opisano jego doświadczenia tego dnia jako pierwszego Amerykanina, który zszedł na brzeg w Normandii. Wyprodukowany przez Jean-Christophe'a Giesberta film dokumentalny pt. Les héros du 6 juin: Le débarquement de 1944 („Bohaterowie 6 czerwca: lądowanie 1944”) jest dostępny w języku francuskim na DVD. Wydanie francuskiego magazynu „VSD” z okazji 50. rocznicy D-Day, opublikowane 2 czerwca 1994 roku, przedstawia życie Schroedera i jego wyczyny w dniu inwazji. W wywiadzie dla magazynu powiedział on: „Dzisiaj zdaję sobie sprawę, że bycie pierwszym człowiekiem na lądzie [podczas inwazji] to ogromny zaszczyt, ale nie zasługuję na zaszczyty bardziej niż ktokolwiek inny. Pięciu moich ludzi zginęło tam w Normandii. Tylko oni są bohaterami”. Wystawa prezentująca mundur, buty i wyposażenie Schroedera z D-Day, wraz z nagraną relacją o jego przeżyciach w D-Day, była prezentowana przez wiele lat w starym Muzeum Sił Zbrojnych w Largo na Florydzie.
Krótko przed śmiercią z powodu rozedmy płuc, wczesnym rankiem 26 maja 2009 roku, Schroeder wspominał swoje 30 lat służby wojskowej, stwierdzając, że wciąż brakuje mu dawnego koleżeństwa i rodzinnego braterstwa życia w armii. Podczas transmitowanych przez telewizję ceremonii upamiętniających 65. rocznicę D-Day, które odbyły się 6 czerwca 2009 roku, Muzeum Wojskowe Sił Zbrojnych wręczyło rodzinie Schroedera tabliczkę ku jego pamięci. Na tablicy widniały insygnia dziewiętnastu dywizji armii amerykańskiej, które wylądowały na plażach Normandii.
Został pochowany na Cmentarzu Narodowym Florydy w Bushnell na Florydzie. Rok później zmarła Margaret została pochowana przy nim w grobie.